# Дессігофен
Дессігофен (нім. Dessighofen) — громада в Німеччині, розташована в землі Рейнланд-Пфальц. Входить до складу району Рейн-Лан. Складова частина об'єднання громад Нассау.
Площа — 3,57 км2. Населення становить 177 ос. (станом на 31 грудня 2020).